# Sebastian Korda
Sebastian Korda (ur. 5 lipca 2000 w Bradenton) – amerykański tenisista czeskiego pochodzenia, reprezentant Stanów Zjednoczonych w Pucharze Davisa.

## Życie prywatne
Sebastian Korda jest synem Petra Kordy, w przeszłości mistrza Australian Open w singlu i deblu, który jest zarazem jego trenerem. Matka Kordy, Regina Rajchrtová, również w przeszłości była tenisistką. Ma dwie siostry.

## Kariera tenisowa
Jako junior Korda wygrał Australian Open 2018 w konkurencji gry pojedynczej chłopców, w finale pokonując Tseng Chun-hsina.
W rozgrywkach z cyklu ATP Tour wygrał dwa turnieje w grze pojedynczej z dziewięciu rozegranych finałów. Ponadto wygrał jeden turniej tej rangi w grze podwójnej z dwóch osiągniętych finałów.
Od marca 2022 roku reprezentant Stanów Zjednoczonych w Pucharze Davisa.
W rankingu gry pojedynczej zawodowców Korda najwyżej był na 15. miejscu (12 sierpnia 2024) natomiast w zestawieniu deblistów na 50. pozycji (17 marca 2025).

### Historia występów wielkoszlemowych w grze pojedynczej
Legenda
     W, wygrany turniej
     F, przegrana w finale
     SF, przegrana w półfinale
     QF, przegrana w ćwierćfinale
     xR, przegrana w x rundzie
     Qx, przegrana w x rundzie kwalifikacji
     A, brak startu
     NH, turniej nie odbył się
| Turniej         | 2018 | 2019 | 2020 | 2021 | 2022 | 2023 | 2024 | 2025 | Tytuły | Z–P     |
| --------------- | ---- | ---- | ---- | ---- | ---- | ---- | ---- | ---- | ------ | ------- |
| Australian Open | A    | Q1   | A    | A    | 3R   | QF   | 3R   | 2R   | 0 / 4  | 9 – 4   |
| French Open     | A    | A    | 4R   | 1R   | 3R   | 2R   | 3R   |      | 0 / 5  | 8 – 5   |
| Wimbledon       | A    | A    | NH   | 4R   | A    | 1R   | 1R   |      | 0 / 3  | 3 – 3   |
| US Open         | Q2   | Q1   | 1R   | 1R   | 2R   | 1R   | 2R   |      | 0 / 5  | 2 – 5   |
|                 |      |      |      |      |      |      |      |      |        |         |
| Bilans spotkań  | 0–0  | 0–0  | 3–2  | 3–3  | 5–3  | 5–4  | 5–4  | 1–1  | 0 / 17 | 22 – 17 |

### Finały w turniejach ATP Tour
| Legenda                                      |
| -------------------------------------------- |
| Wielki Szlem                                 |
| Igrzyska olimpijskie                         |
| Tennis Masters Cup / ATP Finals              |
| ATP Masters Series / ATP Tour Masters 1000   |
| ATP International Series Gold / ATP Tour 500 |
| ATP International Series / ATP Tour 250      |

#### Gra pojedyncza (2–7)
| Końcowy wynik | Nr | Data                 | Turniej          | Nawierzchnia  | Przeciwnik            | Wynik finału        |
| ------------- | -- | -------------------- | ---------------- | ------------- | --------------------- | ------------------- |
| Finalista     | 1. | 13 stycznia 2021     | Delray Beach     | Twarda        | Hubert Hurkacz        | 3:6, 3:6            |
| Zwycięzca     | 1. | 29 maja 2021         | Parma            | Ceglana       | Marco Cecchinato      | 6:2, 6:4            |
| Finalista     | 2. | 16 października 2022 | Gijón            | Twarda (hala) | Andriej Rublow        | 2:6, 3:6            |
| Finalista     | 3. | 23 października 2022 | Antwerpia        | Twarda (hala) | Félix Auger-Aliassime | 3:6, 4:6            |
| Finalista     | 4. | 8 stycznia 2023      | Adelaide         | Twarda        | Novak Đoković         | 7:6(8), 6:7(3), 4:6 |
| Finalista     | 5. | 3 października 2023  | Astana           | Twarda (hala) | Adrian Mannarino      | 6:4, 3:6, 2:6       |
| Finalista     | 6. | 16 czerwca 2024      | ’s-Hertogenbosch | Trawiasta     | Alex de Minaur        | 2:6, 4:6            |
| Zwycięzca     | 2. | 4 sierpnia 2024      | Waszyngton       | Twarda        | Flavio Cobolli        | 4:6, 6:2, 6:0       |
| Finalista     | 7. | 11 stycznia 2025     | Adelaide         | Twarda        | Félix Auger-Aliassime | 3:6, 6:3, 1:6       |

#### Gra podwójna (1–1)
| Końcowy wynik | Nr | Data          | Turniej      | Nawierzchnia | Partner         | Przeciwnicy                | Wynik finału |
| ------------- | -- | ------------- | ------------ | ------------ | --------------- | -------------------------- | ------------ |
| Zwycięzca     | 1. | 5 maja 2024   | Madryt       | Ceglana      | Jordan Thompson | Ariel Behar Adam Pavlásek  | 6:3, 7:6(7)  |
| Finalista     | 1. | 16 marca 2025 | Indian Wells | Twarda       | Jordan Thompson | Marcelo Arévalo Mate Pavić | 3:6, 4:6     |

### Finały juniorskich turniejów wielkoszlemowych

#### Gra pojedyncza (1–0)
| Końcowy wynik | Nr | Data             | Turniej                    | Nawierzchnia | Przeciwnik      | Wynik finału |
| ------------- | -- | ---------------- | -------------------------- | ------------ | --------------- | ------------ |
| Zwycięzca     | 1. | 27 stycznia 2018 | Australian Open, Melbourne | Twarda       | Tseng Chun-hsin | 7:6(6), 6:4  |